# Lonely Days / Man For All Seasons

## Közreműködők
- Barry Gibb – ének, gitár
- Maurice Gibb – ének,  gitár, zongora, basszusgitár
- Robin Gibb – ének
- Geoff Bridgeford – dob
- stúdiózenekar Bill Shepherd vezényletével
- hangmérnök – Lew Hahn

## A lemez dalai
- Lonely Days (Barry, Robin és Maurice Gibb) (1970), stereo 3:45, ének: Barry Gibb, Robin Gibb, Maurice Gibb
- Man For All Seasons (Barry, Robin és Maurice Gibb)  (1970), stereo 2:58, ének: Barry Gibb, Robin Gibb

## Top 10 helyezés
- Lonely Days: #1.: Kanada,  #3.: Amerika, Hollandia,  #8.: Ausztrália,  #10.: Új-Zéland

## A kislemez megjelenése országonként
- Európa Polydor 2001 104
- Ausztrália, Új-Zéland Spin EK-4051
- Amerika, Kanada Atco 45-6795
- Japán Polydor DP-1772
- Jugoszlávia RTB S53603
- Dél-afrikai Köztársaság Polydor PS 125